# Bram Demunter
Bram Demunter (Kortrijk, 1993) is een Belgisch kunstschilder. Hij woont en werkt in Kortrijk.

## Biografie

### Verzamelaar van vondsten en kennis
Bram Demunter is begeesterd door de natuur. Hij bezit een indrukwekkende verzameling van de meest uiteenlopende vondsten. Hij is zeer nieuwsgierig naar kennis en zoekt consequent informatie op over alles wat hem verbaast. Hij heeft een passie voor voor boeken, prenten, tijdschriften, musea en internet. Hij houdt schriftjes bij van wat hem opvalt. Sporen van menselijke aanwezigheid zijn cruciaal voor opzoekingen en verzameling vondsten.

### Jeugd
Bram Demunter groeide op in Bissegem. Reeds als kind was hij gefascineerd door verzamelen en verzamelingen en het verwerven van kennis over de meest uiteenlopende onderwerpen. Hij kwam al op jonge leeftijd met kunst in aanraking door regelmatige bezoeken met zijn ouders aan musea en tentoonstellingen en door de vele kunstboeken die ze bezaten. Vooral James Ensor en Georg Baselitz lieten een grote indruk achter. Bram tekende alles wat hij zag na. Daarnaast tekende hij ook graag cartoons.

### Opleiding
Bram Demunter zag zijn toekomst in de grafische sector en ging in 2011 een opleiding Grafisch ontwerp aan de Sint Lucas Academie in Gent volgen, waarvoor hij in 2014 zijn bachelor behaalde. Tijdens zijn bachelor studies kreeg hij geleidelijk een passie voor schilderen, aanvankelijk geïnspireerd door Frank Auerbach, Eugène Leroy en de Amerikaanse abstract expressionisten. Hij schakelde na zijn bachelor over naar de richting schilderkunst en behaalde in 2015 zijn master in de schilderkunst. Hij werd onmiddellijk opgemerkt binnen de Belgische kunstwereld, maar beperkte zich tot deelname aan enkele groepstentoonstellingen in België en in het buitenland.
Demunter had ondertussen reeds zijn kenmerkende persoonlijke stijl en thematiek gevonden met veel detail en verschillende personages in de meest uiteenlopende situaties, in een verzonnen wereld met een overweldigende natuur. In het najaar van 2017 presenteerde hij in de Antwerpse Kunsthal Extra City schilderijen die beïnvloed waren door Jeroen Bosch en de getijdenboeken.
In 2017 werd hij geselecteerd voor een postgraduaat in de beeldende kunst aan het Hoger Instituut voor Schone Kunsten (HISK) in Gent waar hij in 2018 als laureaat afstudeerde.

### Carrière
Na zijn opleiding in de academie was Demunter in kraakpanden gaan wonen, eerst in Antwerpen, later in Knokke en Temse. In Knokke ging hij strandjutten, in Temse zocht hij de oevers van de Schelde af om op die manier een indrukwekkende verzameling vondsten op te bouwen.
2019 was voor hem een sleuteljaar. Hij nam deel aan enkele groepstentoonstellingen, waaronder de Biënnale van Tallin. In de Tempory Gallery in Keulen kreeg hij zijn eerste solotentoonstelling en in dat zelfde jaar kwam hij in contact met de Antwerpse galeriehouder Tim Van Laere die hem liet deelnemen aan een groepstentoonstelling in zijn galerie en hem zou vertegenwoordigen. In 2020 kon hij er opnieuw deelnemen aan een groepstentoonstelling.
In 2021 werd Demunter opgemerkt met zijn selecties voor deelname aan het Festival van Watou en aan de groepstentoonstelling "Regeneratie" in het kunstencentrum Wiels in Brussel. Hij kreeg dat jaar zijn eerste solotentoonstelling in de Gallery Tim Van Laere in Antwerpen. In 2023 kreeg hij er opnieuw een solotentoonstelling "Burrowers, Climbers, Crawlers", na twee groepstentoonstellingen 2022.
In 2023 kocht Demunter een oude drukkerij in Kortrijk. De benedenverdieping richtte hij in als atelier, de bovenverdieping als woning. Het huis beschikt over een stadstuintje waar de natuur vrij spel krijgt. De wilde bloemen en insecten die hij dagelijks ziet krijgen een belangrijke rol in zijn werk.
In het najaar van 2023 en begin 2024 nam hij deel aan de tentoonstelling  "Conversations"  in het museum Mayer van den Bergh in Antwerpen. Het museum M in Leuven verwierf een werk van Demunter dat sinds eind 2024 tentoongesteld wordt in de permanente collectie.
In het voorjaar 2025 kreeg Demunter een solotentoonstelling in de nieuwe galerie van Tim Van Laere in Rome. Hij is tevens een van de hedendaagse schilders die geselecteerd zijn voor de overzichtstentoonstelling "Painting after Painting" in het SMAK in Gent.

## Oeuvre

###### Schilderij als museum
Het oeuvre van Demunter is de artistieke weergave van zijn verzamelingen en verworven informatie. Hij beschouwt zijn schilderijen als een soort musea waarin zijn chaotisch archief van verhalen, historische gebeurtenissen, prenten en natuurhistorische artefacten visueel gerangschikt worden. Zijn schilderijen bevatten meerdere verhalen rond hetzelfde thema, soms is satire niet ver weg. Ze worden bevolkt door universele archetypes uit het collectieve geheugen, maar ook door hem zelf of mensen uit zijn omgeving. Net zoals in een museum stuit de kijker tekens op nieuwe ontdekkingen. Demunter omschrijft zijn werk als “Alles bestaat naast elkaar en dat mag ook zo getoond worden." In zijn werk zit geen sociale of politiek boodschap.

###### De mens in het universum
Het oeuvre van Demunter gaat over de plaats die de mens inneemt in de wereld en de sporen die hij achterlaat in de natuur. Zijn schilderijen bevatten zowel verhalen over heldendom, tragedie als over individuele emoties en ervaringen. Kenmerkend voor zijn oeuvre is zijn aanleg om met visuele motieven het verband van de menselijke ervaringen in verschillende universums van werkelijkheid en mythe, van heden en verleden te overbruggen en met elkaar te verweven. Rotsen, bergen, grotten, meteorieten, natuurfenomenen en water zijn de terugkerende elementen waarmee hij een soort eilanden vormt, een idyllische werkelijkheid zoals het zou kunnen zijn. De mens neemt er een centrale positie in, naast een rijke fauna, flora en mythische wezens. De verhouding van het individu en de krachtige natuur zorgt voor spanning in zijn werk. Zijn werk heeft een tijdloos karakter.

###### Stijl en techniek
Demunter combineert verschillende stijlen en technieken in zijn werken. Dit resulteert in een eigen stijl, met veel details, een groot aantal personages en eigen universums. Hij hanteert een persoonlijke beeldtaal die geïnspireerd is op de kunstgeschiedenis, met zowel op de Vlaamse primitieven met Jeroen Bosch, Van Eyck en Rogier Van der Weyden als twintigste-eeuwse kunstenaars zoals Philip Guston, Georg Baselitz en Grandma Moses, Matthew Paris en James Ensor. Daarnaast is er in sommige werken ook invloed van de Indiase miniatuurkunst en Perzische tapijten. Dit alles wordt beïnvloed door de literatuur zoals Don Quichotte en de Dulle Griet.
Zijn doeken kenmerken zich door fijne penseelstreken, gelaagde textuur en levendige kleuren. De invloed zijn tekenkunst uit zijn grafische opleiding is aanwezig. Hij zorgt voor een evenwicht tussen het monumentale en het intieme. Soms stralen zijn schilderijen een gevoel van beweging en tumult uit, soms stille momenten en introspectie.
Elk schilderij dat hij maakt is voorafgegaan door een intensief onderzoek in naslagwerken, wetenschappelijke studies en Wikipedia. Hij maakt geen voorafgaande schetsen voor een nieuw doek, maar schildert zijn verkregen informatie op basis van wat hij zich herinnert en zich daarbij verbeeldt, waardoor die informatie dikwijls in universele beelden wordt omgezet. Elk werk is het resultaat van een lang en intensief proces. Dagelijks voegt hij op basis van toevallige associaties nieuwe elementen toe. Het eindresultaat is een verrassing, er zitten eerdere verborgen versies onder. Hij werkt soms aan meerdere schilderijen tegelijk.
Sommige van zijn werken zijn op groot formaat, andere zijn zeer klein. De lijst is geen absolute grens van zijn werk. Dat drukt hij onder andere uit met de rafelige randen, sporen van een eerdere versie of met verwante voorwerpen in de tentoonstellingsruimte.

## Boek
In 2025 publiceerde hij zijn boek “Ik wil dat mijn werken met elkaar praten”, een overzicht van zijn oeuvre sinds 2019 met toelichting over de stijl en betekenis van de visuele taal in zijn werk.

## Werk in Musea en publieke collecties
- Museum M, Leuven, Belgium[8]

## Solotentoonstellingen
- 2025 Swift as a Whirlwind, Through the Marble Sky, Tim Van Laere, Rome
- 2023  Burrowers, Climbers, Crawlers, Tim Van Laere Gallery, Antwerpen
- 2021 Ancient Alligator Swimming from the Sea to the River, Tim Van Laere Gallery, Antwerpen
- 2019 Heart of an old crocodile exploding over a small town, Temporary Gallery, Keulen

## Groepstentoonstellingen
- 2025 Painting after Painting, SMAK, Gent
- 2024 Collection of M, Museum M, Leuven
- 2024 Art Basel Paris
- 2023 Conversations, Mayer van den Bergh, Antwerpen
- 2022 Let’s Go!, Tim Van Laere Gallery, Antwerpen
- 2022 Swim The Mountain Climb The Sea, Tim Van Laere Gallery, Antwerpen
- 2022 Chapter 5IVE, Het HEM, Zaandam
- 2021 Regenerate, Wiels, Brussel
- 2021 Kunstenfestival Watou, Poperinge
- 2021 A Butterfly’s Scream, PAK, Beernem
- 2020 Enjoy and Take Care!, Tim Van Laere Gallery, Antwerpen
- 2019 Live Forever, Tim Van Laere Gallery, Antwerpen
- 2019 When You Say We Belong to the Light We Belong to the Thunder, Tallinn Photomonth Contemporary Art Biennal, Tallinn, Estland
- 2018 CHARIVARI, OLV-kerk Pamele, Oudenaarde
- 2018 Karma, Kristof De Clercq gallery, Gent
- 2017 Trust in the unexpected, Gouverneurshuis, Gent
- 2017 Visionary History, KU Leuven, Rechtsfaculteit, Leuven
- 2017 Extra Citizen, Extra City, Antwerpen
- 2017 HISK Open Studios, HISK, Gent
- 2017 Faces, PAK & Museum Dr. Guislain, Psychiatrisch Centrum, Gent
- 2017 Sint-Amandus, Beernem
- 2016 D.ART, Artenova, Mechelen
- 2015 The proof in the pudding is in the eating, Kusseneers Gallery, Brussel
- 2015 5 Points of Connection, Backlit Gallery, Nottingham, UK
- 2015 Tentoonstelling Jan Naikensprijs, Kunstpodium T, Tilburg
- 2015 Salon de peintures, M HKA,  Antwerpen